# Перехід Швеції на правосторонній автомобільний рух

Логотип Дня H

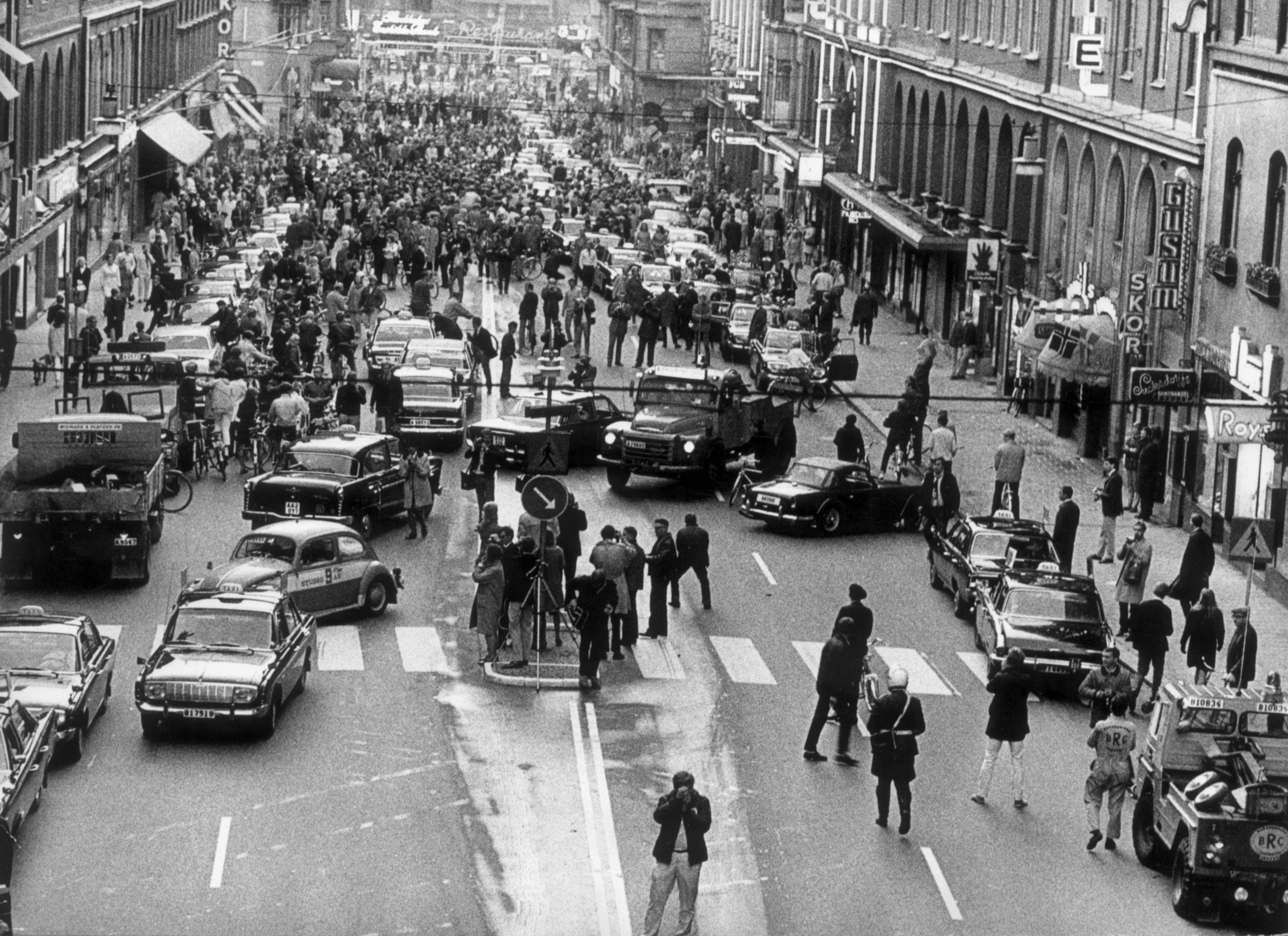
Центр Стокгольма в День H

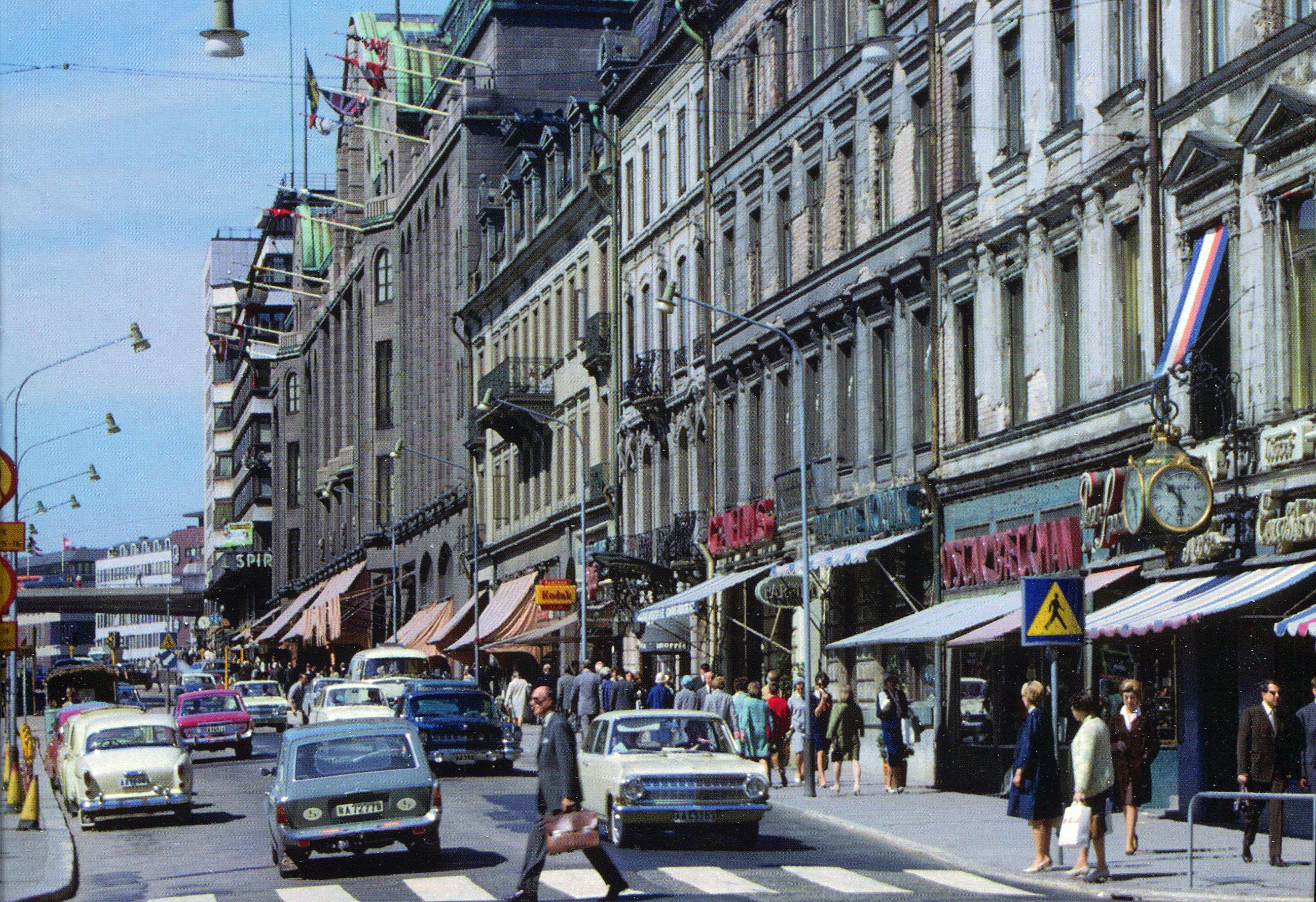
Лівосторонній рух у Стокгольмі в 1966

День H, або Dágen H (від швед. Högertrafik — правосторонній рух) — дата переходу Швеції з лівостороннього на правосторонній автомобільний рух 3 вересня 1967 року. Символ "H" означає слово «Högertrafik», що шведською означає правосторонній рух.

## Історія

### Передумови та причини
До того часу Швеція залишалася єдиною континентальною державою Європи, яка використовувала лівосторонній рух. Усі сусідні держави (Данія, Фінляндія, Норвегія) користувалися правостороннім рухом, що створювало безліч проблем на кордоні. Більш того, більша частина шведських авто мали кермо зліва.
1963 року шведський парламент створив Державну комісію з переходу на правосторонній рух (Statens Högertrafikkomission), яка повинна була розробити й провести в життя комплекс заходів для забезпечення такого переходу.
Більшість уваги приділялося інформації для населення. Був випущений спеціальний інформаційний буклет на 30-ти сторінках, розроблений і широко розтиражований спеціальний логотип. По радіо транслювалася інформаційна пісня «Тримай вправо, Свенссон» («Håll dig till höger, Svensson»).

### Процес переходу
У Неділю 3 вересня 1967 року о 01:00 ночі було заборонено рух будь-якого незначного транспорту. Вже о 4:50 всі транспортні засоби на дорозі мали зупинитися, перелаштуватися в праву смугу та знову зупинитися, щоби дати змогу іншим водіям перелаштуватися, а о 5:00 ранку рух було відновлено. Щоправда заборона на рух діяла дещо довше у Стокгольмі та Мальме, а також деяких інших кутках країни, а саме з 10:00 ранку суботи до 15:00 дня неділі. Це було зроблено для того, щоби дати дорожнім працівникам змінити конфігурацію перехресть.

## Наслідки
Впродовж переходу зменшилася кількість дорожніх аварій. Безпосередньо в день переходу було зафіксовано лише 157 незначних аварій, лише 32 спричинили тілесні травми, летальних випадків в той день і згодом було небагато. 
Деякий час така тенденція зберігалася,проте згодом рівень ДТП повернулася на рівень до переходу.
Цікава ситуація склалася з вулицями з одностороннім рухом, оскільки не було зрозуміло на яких із них треба міняти напрямок, а на яких ні. 
Систему громадського транспорту теж змінили. У Стокгольмі та Гельсінборзі скасували кілька гілок трамваїв, які курсували центром, а у Мальме повністю відмовилися від трамваїв (спершу відмовилися лише від частини маршрутів). Замість трамваїв у міста завозили нові автобуси з виходом на правий бік. Частину колишніх автобусів із виходом уліво модернізували, інші віддали в користування країнам, де досі діє лівосторонній рух — Пакистану та Кенії.
На відміну від автомобілів, потяги залізниці та підземки в Швеції досі ходять лівим боком. Винятком є трамвайна система, яка, щоправда, майже не збереглася в містах країни, бо владі було легше та дешевше замінити її на вдосконалені автобусні маршрути чи підземку. Повністю трамвай зберігся лише в Гетеборзі та Норрчепінгові, частково — у Стокгольмі.
Слідом за Швецією, наступного року на правосторонній рух перейшла Ісландія.